# Gowanus (Brooklyn)
Gowanus  est un quartier situé dans l'arrondissement de Brooklyn, à New York. Le quartier fait partie de Brooklyn Community Board 6 (en).
Le quartier de Gowanus est un centre actif d'activité industrielle et d'expédition depuis les années 1860. Il fut cadastré pour accueillir de petites ou moyenne manufactures. 
Au début des années 2000, les promoteurs de projets de logements furent gênés par le cadastrage industriel et l'excès d'eaux usées qui se déversaient dans l'eau du canal, mais il y a eu des rumeurs de rezonage par le New York City Department of City Planning[évasif].

## Histoire

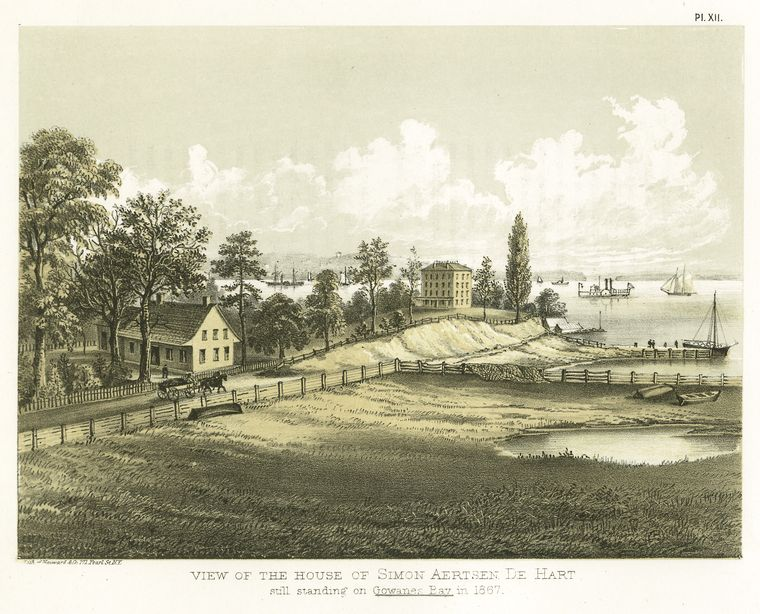
Le point de vue de la maison de Simon Aertsen De Hart

En 1636, Gowanus Bay était le site de la première colonie de fermiers néerlandais, où se trouve aujourd'hui Brooklyn. Pendant la guerre d'indépendance des États-Unis il fut le théâtre des combats de la bataille de Long Island.

## Condition environnementale
L'eau et la plupart des terres situées le long des rives du canal Gowanus ont été gravement polluées à la fois par les eaux usées déversées dans le canal, des décennies d'usage industriel et les déchets émanant de la fabrication de gaz de charbon au cours de la fin du XIXe siècle. Le canal Gowanus était également un prétendu dépotoir de la mafia.